# Соколовский, Степан Николаевич
Степан Николаевич Соколовский (укр. Степан Миколайович Соколовський; 28 марта 1942, Бережница, Калушский район, Ивано-Франковская область, Украинская ССР — 19 июля 2012) — украинский советский деятель местного самоуправления, председатель исполнительного комитета Харьковского городского совета народных депутатов (1986 — 1990). Почётный гражданин Харькова (2009).

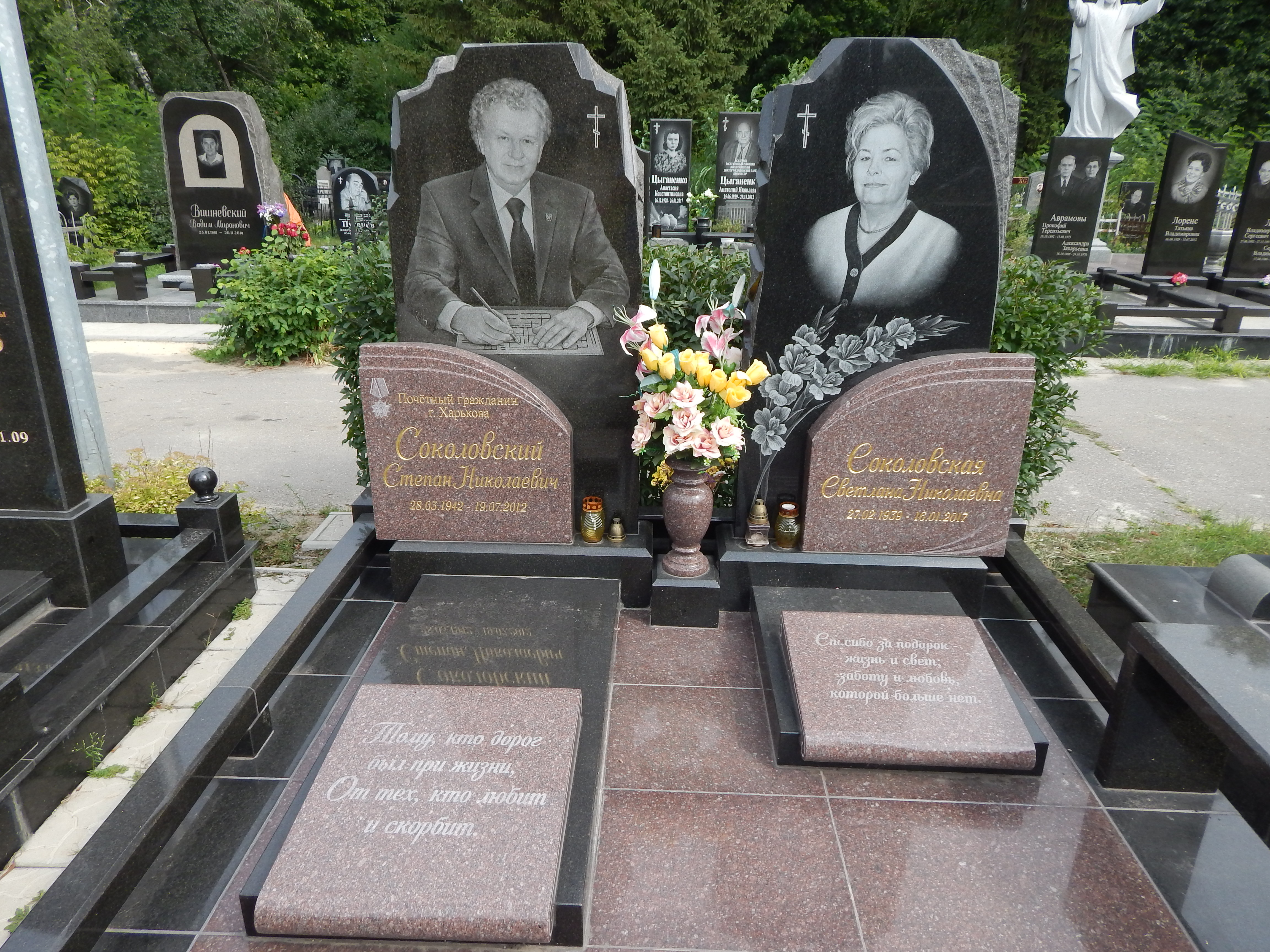
Могила на Втором городском кладбище Харькова

## Биография
В 1956—1969 гг. С. Н. Соколовский работал работником геодезической группы, мастером, старшим исполнителем работ, главным инженером строительно-монтажных управлений треста «Востоктяжстрой», «Востокжилпромстрой» (г. Усолье-Сибирское Иркутской области).
В 1967 г. закончил Иркутский политехнический институт по специальности инженер-строитель.
В 1969—1973 гг. — начальник строительно-монтажного управления «Купянсксельмашстрой», главный инженер треста «Промстрой» в Харькове.
С 1973 г. — руководитель строительно-монтажного треста «Промстрой-1» в городе Лозовая, с 1983 г. — главный инженер строительно-монтажного треста комбината «Харьковпромстрой».
С декабря 1983 г. по январь 1986 г. — заместитель заведующего, заведующий отделом строительства Харьковского областного комитета КПУ.
С января 1986 г. по май 1990 г. — председатель исполнительного комитета Харьковского городского совета.
С. Н. Соколовский избирался депутатом Купянского, Лозовского, Харьковского городских советов, Харьковского областного совета народных депутатов.